# Frank Robinson
Frank Robinson (Beaumont, Texas; 31 de agosto de 1935-Los Ángeles, California; 7 de febrero de 2019) fue un beisbolista estadounidense. Jugó en las Grandes Ligas de Béisbol y sirvió de mánager de los Washington Nationals de 2002 a 2006. Robinson fue elegido como miembro del Salón de la Fama del Béisbol en 1982. 
Tuvo una carrera muy exitosa con cinco equipos: los Cincinnati Reds (1956 - 1965), los Baltimore Orioles (1966 - 1971), Los Angeles Dodgers (1972), los California Angels (1973 - 1974) y los Cleveland Indians (1974 - 1976). Ganó dos veces la  Serie Mundial en 1966 y 1970 con los Baltimore Orioles. Robinson fue seleccionado como jugador más valioso de la serie de 1966. Fue el jugador más valioso de la temporada en  1961 con los Reds y nuevamente en 1966 con los Orioles, convirtiéndose en el primer jugador en haber sido seleccionado como el más valioso en ambas ligas. En 1966 su bateo lo hizo el mejor de la temporada de la Liga Americana con promedio de 0,316, 49 home runs y 122 carreras impulsadas.
Terminó su carrera con un promedio de bateo de 0,294, 586 home runs, 1812 carreras impulsadas, habiendo participado en 2808 juegos.
Fue el primer mánager afroamericano en las grandes Ligas, cuando fue nombrado tanto como mánager y jugador con Cleveland en 1975. En su carrera estuvo al frente de los Cleveland Indians (1975 - 1977), los San Francisco Giants (1981 - 1984), los Baltimore Orioles (1988 - 1991) y los Nationals. 

## Infancia y juventud
Robinson nació el 31 de agosto de 1935 en Beaumont, Texas. Fue el hijo más pequeño de diez que tuvieron Frank Robinson y Ruth shaw. Sus padres se divorciaron cuando era un infante y su mamá se mudó con sus hijos a Alameda, California, y luego a un vecindario llamado West Oakland de Oakland, California. Asistió a McClymonds High School en Oakland, donde fue miembro del equipo de basquetbol de Bill Russell. Fue miembro del equipo de béisbol de Vada Pinson y Curt Flood. Jugó también en la Legión Americana de Béisbol.

## Carrera como jugador

### Las ligas menores
En 1953, Bobby Mattick un buscador de talento de cincinnati Reds firmó a Robinson por un contrato de $3 500 dólares, ($32 775 dólares hoy)- Hizo su debut profesional para los Ogden Reds de la Clase pp1]p]
C Pioneer League. Bateo .348 con 83 carreras impulsada en 72 juegos jugados. Fue promovido a los Tulsa Oilers de la Clase AA de Texas League en 1954, pero fue degradado a los Columbia Reds de la Clase A Sou4th Atlantic League a Columbia en 1955.

### Cincinnati Reds (1956-1965)
Robinson hizo su debut en las Ligas Mayores en 1956. Fue Novato del año con los Reds. Empató el récord de 38 jonrones como novato y fue nominado el Novato del Año. Los Reds ganaron el banderín de la Liga Nacional en 1961 y Robinson ganó su primer MVP (jugador más valioso) en ese año. (En julio bateo.409 con 13 jonrones y produjo 34 carreras para ganar el premio al jugador del mes), la última vez que la Liga Nacional jugó con el formato de 154 juegos. Los Reds perdieron la Serie Mundial de 1961 ante the New York Yankees. En 1962 Robinson tuvo su promedio de bateo más alto en su carrera en .341, con 39 jonrones, 51 dobles y 136 carreras producidas.
Robinson fue notable por jugar con fuerza. Su spike (zapato de béisbol) lastimó a Johnny Logan en 1957, originando que Logan perdiera seis semanas por lesión. Tuvo también su primera pelea con Eddie Mathews en 1960.

### Baltimore Orioles (1966-1971)
Previo a la temporada de 1966, el dueño de los Reds Bill DeWitt negoció a Robinson a los Baltimore Orioles recibiendo a cambio al pitcher Milt Pappas, al pitcher Jack Baldschum y al jardinero Dick Simpson. El trato mostraría con el tiempo no ser tan bueno. DeWitt había tenido mucho éxito en sus negociaciones desde el tiempo en que era directivo en la GM en Detroit, haciendo referencia hacia Robinson como "no es un joven de 30". Los Reds habían sido líderes de bateo en la Liga Nacional en 1965 pero necesitaban pitcheo. Pappas que había tenido presentaciones consistentes en Baltimore, fue la mayor decepción en Cincinnati mientras Robinson continuaba con éxito en Baltimore. El primer año con los Orioles, ganó la Triple Corona, siendo líder en la liga Americana con un promedio de bateo de .316 (el más bajo para el ganador de la Triple Corona), 49 jonrones (el más alto para un bateador derecho ganador de la Triple Corona) y 122 carreras impulsadas. El 8 de mayo de 1966, Robinson fue el único jugador en dar un jonrón mandando la bola fuera del Memorial Stadium. El jonrón fue en contra del pitcheo del cubano Luis Tiant en el segundo juego de un doble partido contra los Cleveland Indians. Fue un jonrón de 541 pies de distancia (165 m) Hasta que los Orioles se mudaron al Camden Yards en 1992, una bandera ondeaba "HERE" marcando la mancha donde la pelota dejó el estadio.
Los Orioles ganaron la Serie Mundial de 1966 y Robinson fue nominado el Jugador Mas Valioso de la Serie Mundial. En cuatro juegos los Orioles derrotaron al campeón de la Liga Nacional Los Angeles Dodgers con su as de pitcheo Sandy Koufax. Robinson dio en la Serie Mundial dos jonrones: uno en el primer juego (cuando Baltimore ganó 5-2) y uno en el cuarto juego (la única carrera en ese juego que se ganó 1-0). Robinson le dio los dos jonrones a Don Drysdale.
El 26 de junio de 1970, dio jonrones espalda con espalda tipo grand slams (jonrón con casa llena) en el quinto y sexto innings en la victoria de los Orioles 12-2 contra Washington Senators. Los mismos corredores estuvieron en base dos veces: Dave McNally estaba en la tercera base, Don Bufford en la segunda y Paul Blair en la primera.
Los Orioles ganaron tres banderines consecutivos como campeones de la Liga Americana entre 1969 y 1971. Antes de la Serie Mundial de 1969, Robinson dijo: "Traigan a los Mets y a Ron Gaspar. Luego fue dicho por su compañero de equipo Merv Rettenmund "Esto es Rod, estúpido". El replicaría: "OK, traeme a Rod Stupid¡. Baltimore perdería la Serie Mundial en ese año contra los milagrosos New York Mets pero en la Serie Mundial de 1970, serían campeones sobre el antiguo club de Robinson, los Cincinnati Reds.

### Años finales como jugador (1972-1978)
El 2 de diciembre de 1971, los Orioles negociaron a Robinson y a Pete Richert a Los Angeles Dodgers por el pitcher Doyle Alexander, Bob O'Brien, el cácher mexicano Sergio Robles y Royle Sillman. La temporada de 1972 fue su primera temporada en la Liga Nacional desde que había jugado en 1964 con los Reds. Jugó 103 juegos, mientras tenía un promedio de bateo de .251, 59 carreras producidas, 19 jonrones. En noviembre de ese año, fue negociado junto con Billy Gabarkewitz, Bill Singer, Mike Strahler y Bobby Valentine a California Angels por Ken McMullen y el pitcher abridor Andy Messersmith. En este tiempo con los Angels, fue la primera vez que fue asignado como bateador designado mientras también era miembro del equipo otra vez con Vada Pinson. Jugó 147 juegos en 1973 y 129 en 1974. Su promedio con los Angels fue de .259 en promedio de bateo, con 50 jonrones, 249 hits y 160 base producidas.
El 12 de septiembre de 1974, los Angels negociaron a Robinson con los Cleveland Indians por Ken Suarez, dinero en efectivo y un jugador que sería nombrado más tarde (Rusty Torres). Tres semanas después los Indians lo nombraron su mánager y lo persuadieron que continuara jugando. En su primera vez al bate como jugador/manager para Cleveland en 1975 dio un jonrón a Doc Medith de los Yankees. Se lesionó el hombro en 1975 y ya no jugó frecuentemente. Se retiró como jugador después de la temporada de 1976, después de batear .226 con 14 jonrones en 235 veces al bate para Cleveland de 1974 hasta 1976.
Durante los 21 años de su carrera en el béisbol, bateo .294 con 586 jonrones, 1 812 carreras impulsadas y 2 941 hits. Al momento de su retiro, tenía 586 jonrones siendo el cuarto mejor en la historia del béisbol de las Ligas Mayores, (solo detrás de Hank Aaron, Babe Ruth y Willie Mays. Es el segundo jonronero en la historia del equipo Cincinnati Reds (con 324 jonrones, detrás de Johnny Bench y líder en el porcentaje de slugging con .554.

## Carrera como mánager
Robinson ya era mánager en las ligas invernales estando como jugador activo. A principios de los años 1970s tenía el corazón puesto en ser el primer mánager afroamericano en las ligas Mayores. Los Angels lo negociaron a los Cleveland Indians a mitad de la temporada de 1974 debido a que se había abierto la campaña para el trabajo de mánager. En 1975 los Indians lo nombraron jugador/mánager y con esta distinción otorgada fue el primer mánager afroamericano en las Ligas Mayores. Los Indians tuvieron un récord en esa campaña de 78-80 y de 81-78 en 1976 un récord ganador. Cleveland comenzó la temporada de 1977 con 26-31 y despidieron a Robinson el 19 de junio de 1977.
Robinson manejó a los San Francisco Giants de 1981 a través de 106 juegos de la temporada de 1984, cuando fue despedido. Finalizó la temporada de 1984 como coach de bateo para Milwaukee Brewers con un contrato por valor de un millón de dólares, En 1985, se unió con los Orioles a nivel de oficina. Fue nombrado mánager de los Orioles para 1988. Fue premiado esas temporada como Mánager del Año de la Liga Americana en 1989 teniendo un récord con los Orioles de 87-75, una notoria mejoría con la temporada previa con récord de 54-107,
Robinson manejó a los Orioles a través de 1991 y a los Montreal Expos/Washington Nationales cuando hubo el cambio de franquicia desde 2002 hasta 2006. Después de algunos años como mánager y conocido en el béisbol como Director de Disciplina, fue elegido por la Liga Mayor de Béisbol en 2002 como manejador de los Expos, mientras la MLB fue la dueña de la franquicia en ese tiempo. Los Expos que habían tenido dos récords perdedores en cinco temporadas previas, finalizaron las temporadas 2002 y 2003 con 83-79, Los Expos tuvieron un descenso en su desempeño terminando la campaña 2004 con récord de 67-05
En junio de 2005 Sports Illustrated hizo una encuesta entre 450 jugadores de la MLB y Robinson fue seleccionado como el peor mánager en béisbol, solo con Buck Showalter, el mánager de los Texas Rangers. En agosto de 2006 otra encuesta volvió a ser votado como el peor mánager con 17 % de votos y 37.7 % del voto fue de la Liga Nacional División Este.
El 20 de abril de 2006 con los Nationals tuvo una victoria de 10-4 contra los Philadelphia Phillies cuando obtuvo su victoria número mil, siendo el 53° mánager en llegar al milenio de victorias. Diría más tarde que la siguiente temporada llegaría a las mil derrotas.

### Vida personal
Mientras jugaba para los Reds a finales de los años 1950, Robinson asistió a Xavier University en Cincinnati durante el receso de las temporadas. Mientras en Baltimore fue miembro de Civil Rights Movement (Movimiento de los Derechos Civiles). Originalmente rechazó ser miembro activo de NAACP una organización con menos presencia pública. Por lo tanto después de hacer testimonio en Baltimore de vivir en alojamiento de segregación y de que la discriminación existe como prácticas de estado, reconsideró y comenzó a ser un entusiasta vocero en las cuestiones raciales.

## Muerte
El 7 de febrero de 2019, Robinson murió por cáncer de los huesos en Los Ángeles, California, a la edad de 83 años.